# Saxifraga hostii
Saxifrage de Host
Espèce
Le Saxifrage de Host (Saxifraga hostii) est une espèce de plantes de la famille des Saxifragacées.